# Letomola barrenensis
Letomola barrenensis es una especie de molusco gasterópodo de la familia Charopidae en el orden de los Stylommatophora.

## Distribución geográfica
Es endémica de Australia.

## Hábitat
Su hábitat natural son: Bosques y matorrales templados. 

## Estado de conservación
Se encuentra amenazada de extinción por la pérdida de su hábitat natural.